# North Channel (Huronsee)
Koordinaten: 46° 4′ N, 82° 54′ W

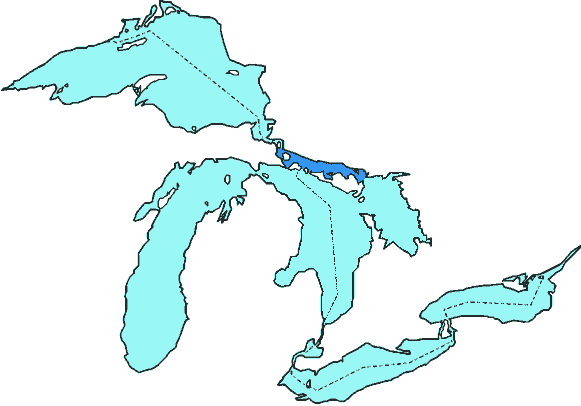
North Channel

Der North Channel (engl. für „Nordkanal“) bildet den nordwestlichen Teil des Huronsees. 
Er wird durch eine Kette von Inseln bestehend aus Manitoulin, Cockburn, Drummond und St. Joseph vom Hauptsee getrennt. 
Im Osten schließt sich die Georgsbucht an.
Im Westen mündet der Saint Marys River, der Abfluss des Oberen Sees, in den North Channel.
Nördlich liegt der Algoma District der kanadischen Provinz Ontario. Die Flüsse Mississagi River und Spanish River entwässern dieses Gebiet und münden in den North Channel.
Der größte Teil des Gewässers liegt in der kanadischen Provinz Ontario. Mit Drummond Island und dem Nordostufer der Oberen Halbinsel grenzt Michigan (USA) an den North Channel.
Der North Channel liegt am Südrand des Kanadischen Schilds, welcher durch den Rückgang der Gletscher zum Ende der letzten Eiszeit vor rund 11.000 Jahren geprägt worden ist.